# Punk Rock Holiday
Punk Rock Holiday és un festival de música que se celebra anualment a l'agost a Tolmin, a l'oest d'Eslovènia, a pocs quilòmetres de la frontera amb Itàlia. El festival va tenir lloc per primera vegada el 2011 i es va ampliar de quatre a cinc dies a partir del 2016. El festival se celebra a la riba on el riu Tolminka desemboca al Soča. El Metaldays i l'Overjam Reggae Festival també tenen lloc anualment al mateix emplaçament.
Les bandes convidades hi toquen música punk rock, ska, hardcore i metalcore. Bad Religion, The Real McKenzies, NOFX, Sick of It All, 7 Seconds, Good Riddance, The Toy Dolls, Millencolin, Suicidal Tendencies, Propagandhi, Lagwagon, Reel Big Fish, Flogging Molly, Madball, The Exploited, Satanic Surfers, Agnostic Front, Millencolin, No Fun At All, Pennywise, The Offspring, Dog Eat Dog i Comeback Kid són algunes de les bandes que n'han estat cap de cartell en alguna de les edicions.